# Слизова оболонка
Слизова́ оболо́нка (лат. tunica mucosa, часто говорять просто слизова, слизниця) — внутрішня оболонка порожнистих органів, яка контактує з зовнішнім середовищем (тобто органами дихання, сечової, статевої та травної систем).
Назва походить від слова слиз (лат. mucus): більшість слизових оболонок покриті шаром слизу, який виділяється секреторними клітинами епітелію (зазвичай келихоподібними клітинами).

## Будова
Слизова оболонка, як правило, складається з епітелію, під яким знаходиться густий шар сполучної тканини (власна пластинка, лат. lamina propria), і гладких м'язів (м'язова пластинка, лат. lamina muscularis). Під м'язовою пластинкою, як правило, знаходиться шар пухкої сполучної тканини (підслизова основа, лат. tela submucosa).